# Мариендорф
Мариендо́рф (нем. Mariendorf) — район в седьмом (после реформы 2001 года) административном округе Берлина Темпельхоф-Шёнеберг. Район находится в центральной части округа.

## Географическое положение
Район Мариендорф граничит с районами Темпельхоф (в направлении центра города) и южными районами Мариенфельде и Лихтенраде (в направлении города Тельтов). Северо-восточная граница района проходит вдоль канала Тельтов. Основная транспортная магистраль района — улица Мариендорфер Дамм (ранее Шоссештрассе), соединяющая Мариендорф с центральным районом Митте, а также с районами Темпельхоф, Лихтенраде и далее с городами Малов и Цоссен на юге.
Вторая транспортная магистраль начинается с Ланквицерштрассе в расположенном западнее районе Ланквиц (округ Штеглиц-Целендорф) и идёт далее через Брицерштрассе в район Бриц (округ Нойкёльн).

## История

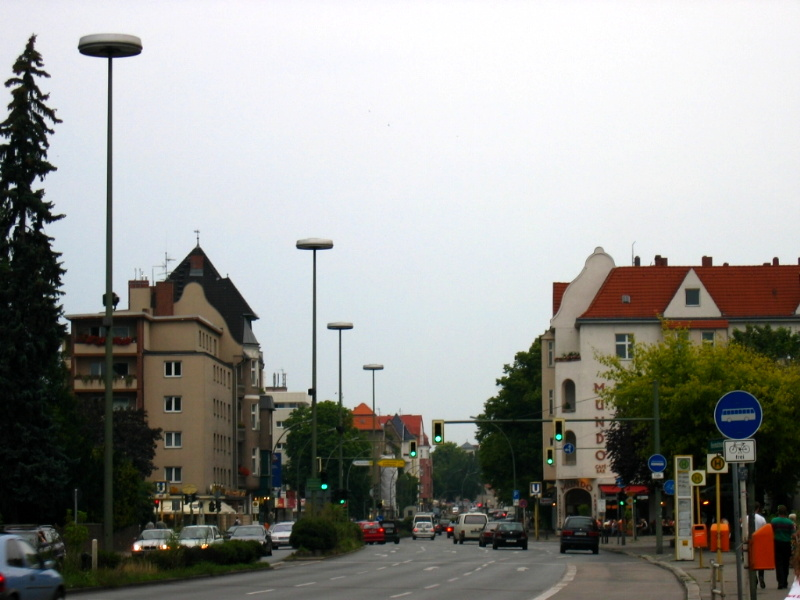
Улица Мариендорфер Дамм

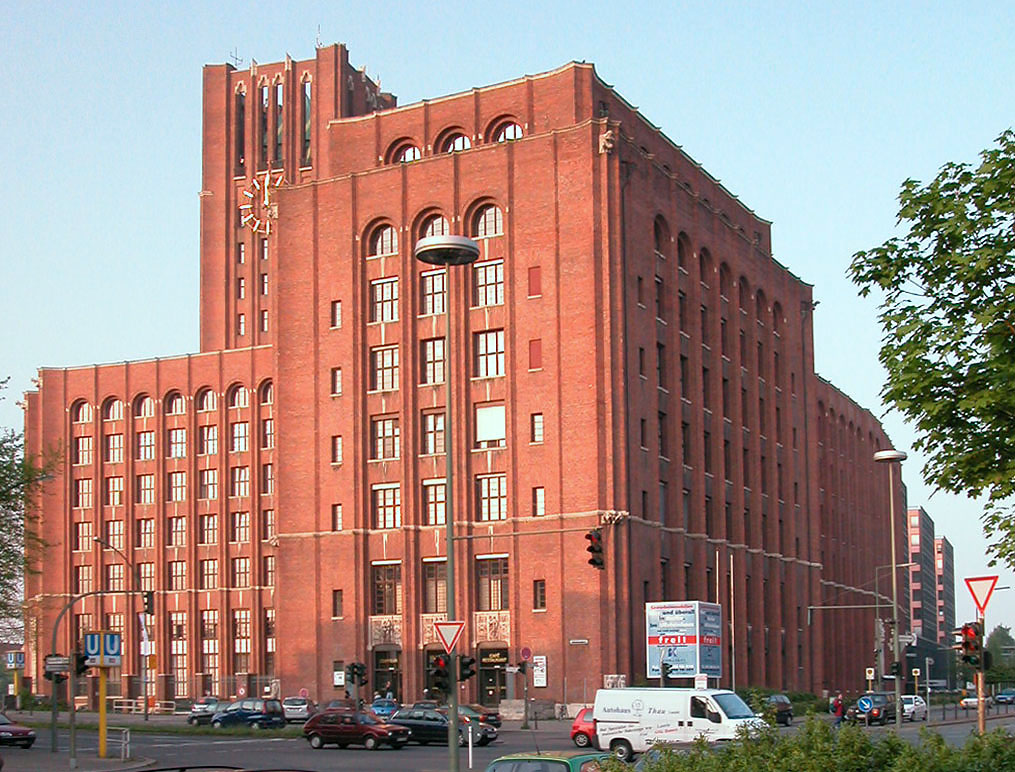
Дом Ульштайна

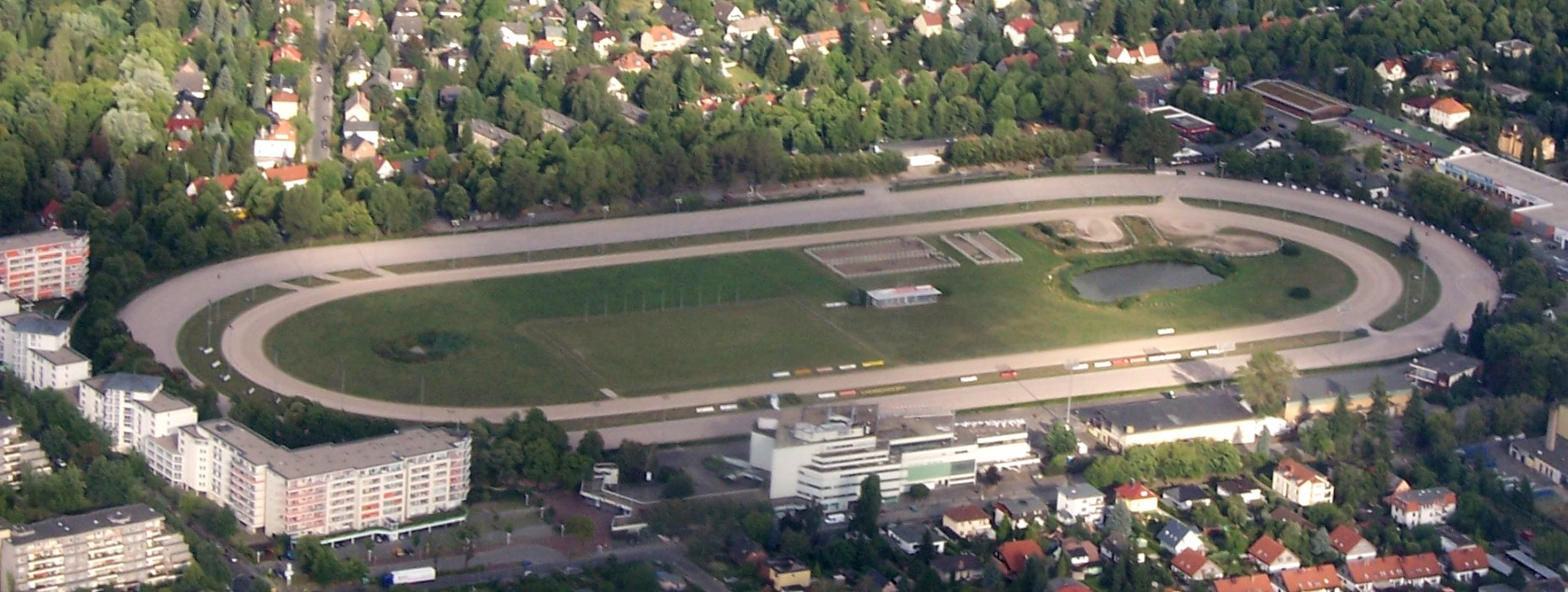
Мариендорфский ипподром

Важнейшие этапы в истории Мариендорфа:
- 1373 — Первое упоминание названия Mariendorf.
- 1435 — Селения Темпельхоф, Мариенфельде и Мариендорф проданы Орденом Святого Иоанна Иерусалимского двум соседним городам — Берлину и Кёлльну.
- 1539/1540 — Реформация в Европе затронула и Мариендорф.
- 1590 — Берлин продаёт свои части деревень Кёльну.
- 1611 — Чума в Мариендорфе.
- 1630—1648 — Тридцатилетняя война и новая эпидемия чумы.
- 1737 — Построена деревенская церковь, которая стоит до наших дней.
- 1748 — Пожар 13 июля уничтожил южную часть селения со стороны церкви.
- 1807 — Освобождение крестьян, реформа Штайн-Харденберга.
- 1838 — Построено шоссе от Берлина до Дрездена, проходящее через Мариендорф.
- 1864 — Замощена деревенская улица, при этом было осущено два болота.
- 1872 — Основана колонна вилл Зюдэнде (нем. Südende) (которая до 1920 года принадлежало Мариендорфу), построена школа
- 1913 — Открытие Мариендорфского ипподрома.
- 1920 — Присоединение Темпельхофа, Мариендорфа, Мариенфельде и Лихтенраде к Большому Берлину. Зюдэнде отделено от Мариендорфа и присоединено к берлинскому району Штеглиц.
- 1924 — Открытие Народного парка Мариендорф (нем. Volkspark Mariendorf).
- 1926 — Завершение строительства Дома Ульштайна (нем. Ullsteinhaus).
- 1945 — После Второй мировой войны Мариендорф принадлежит американскому сектору
- 1946 — В Мариендорфе на Айзенахерштрассе (нем. Eisenacher Straße) открыт лагерь для перемещённых лиц (нем. DP-Lager), в котором содержалось около 3250 человек. В начале 1948 лагерь был закрыт, а его обитатели переведены в лагерь Берлин-Дюппель.
- 1961 — Начало работ по продлению линии подземного метро от Темпельхофа до Мариендорфа.
- 1966 — Открытие станции подземного метро линии U6 в Мариендорфе.

Численность населения Мариендорфа:
| Год       | 1749 | 1800 | 1871  | 1875  | 1885  | 1890  | 1895  | 1900  | 1905  | 1910   | 1919   | 1925   | 1930   | 1945   | 1960   | 2008   |
| Население | 114  | 162  | 1.435 | 2.246 | 2.842 | 3.606 | 4.629 | 5.764 | 9.018 | 15.423 | 20.699 | 23.187 | 28.643 | 20.658 | 40.390 | 48.882 |

## Общественный транспорт

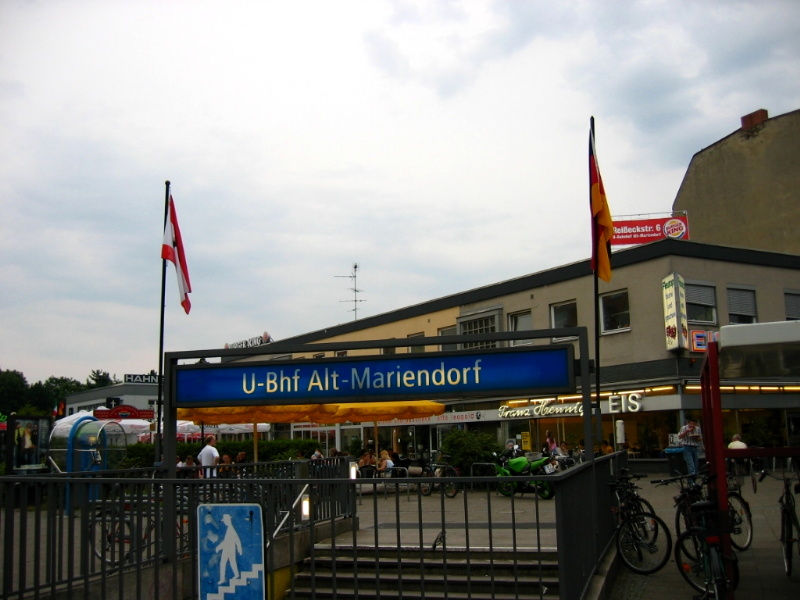
Вокзал Альт-Мариендорф

Линия U6 Берлинского метрополитена оканчивается станцией Альт-Мариендорф (нем. Alt-Mariendorf), расположенной примерно в центре района. Здесь находится важнейший пункт пересадки на автобусные маршруты, соединяющие вокзал с районами Лихтенраде, Мариенфельде и Ланквиц. В Мариендорфе расположены также ещё две станции метро: Вестфальвег (нем. Westphalweg) и Ульштайнштрассе (нем. Ullsteinstraße).
Наземная городская электричка также пересекает Мариендорф, но не останавливается на территории района. Вокзал Аттилаштрассе (нем. Attilastraße) в направлении на Лихтенраде / Бланкенфельде ранее назывался Мариендорф, так как Зюдэнде до 1920 года входил в состав района Мариендорф. Планируется постройка вокзала на улице Каменцер Дамм между вокзалами Аттилаштрассе и Берлин-Мариенфельде, однако точной даты начала работ пока не назначено.
Ближайший к Мариендорфу вокзал для маршрутов дальнего следования — Зюдкройц. Через Мариендорф проходят федеральные трассы 96 и 101, и автобан A-100. Северная граница Мариендорфа частично образуется Тельтовканалом, на котором расположен порт Мариендорф.

## Достопримечательности
- Орлиная мельница (нем. Adlermühle)
- Деревенская церковь (нем. Dorfkirche Mariendorf)
- Церковь Мира Марии (нем. Kirche Maria Frieden)

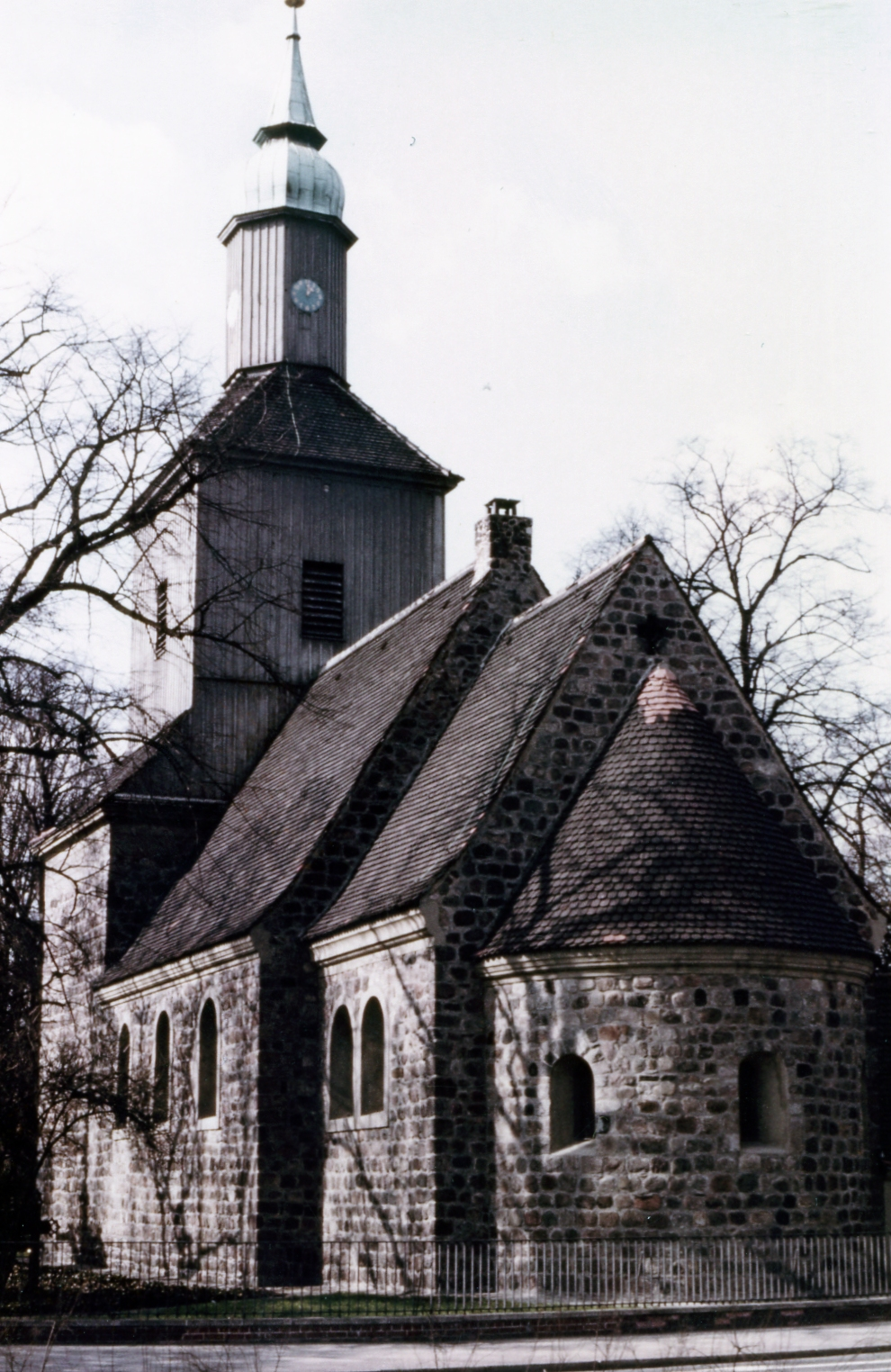
Деревенская церковь

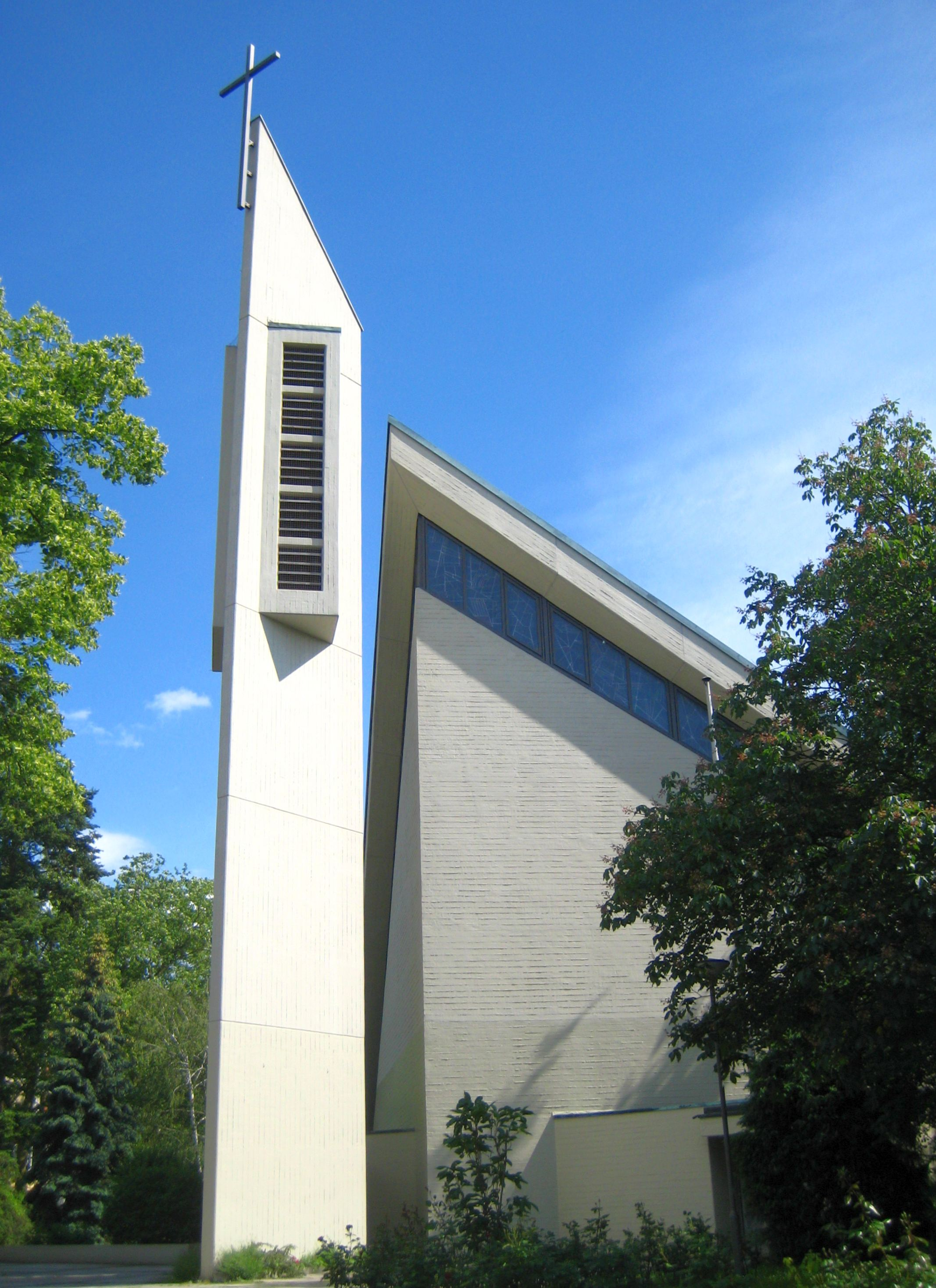
Церковь Мира Марии

- Мемориальная церковь Мартина Лютера (нем. Martin-Luther-Gedächtniskirche)
- Мариендорфский ипподром (нем. Trabrennbahn Mariendorf)
- Народный парк Мариендорф (нем. Volkspark Mariendorf)

## Образовательные учреждения
- Начальная школа им. Рудольфа Хильдебрандта (нем. Rudolf-Hildebrandt-Grundschule)
- Начальная школа Шецельберг (с музыкальным уклоном) (нем. Schätzelberg-Grundschule Berlin)
- Начальная школа Икарус (нем. Ikarus-Grundschule)
- Начальная школа им. Людвига Хека (нем. Ludwig-Heck-Grundschule)
- Начальная школа им. Карла Зонненшайна (нем. Carl-Sonnenschein-Grundschule)
- Начальная школа им. Элизабет Роттен (нем. Elisabeth-Rotten-Schule)
- Старшая школа им. Херманна Кёля (нем. Hermann-Köhl-Oberschule)
- Гимназия Эккенер (нем. Eckener-Gymnasium)